# Xenandra caeruleata
Xenandra caeruleata är en fjärilsart som beskrevs av Frederick DuCane Godman och Osbert Salvin 1878. Xenandra caeruleata ingår i släktet Xenandra och familjen Riodinidae. Inga underarter finns listade i Catalogue of Life.